# Ronan Pensec
Pour les articles homonymes, voir Pensec.
Ronan Pensec (dit "Pinpin") est un ancien coureur cycliste français né le 10 juillet 1963 à Douarnenez, dans le Finistère. Coureur professionnel de 1985 à 1997, il s'est notamment distingué sur Paris-Nice et le Tour de France.

## Carrière
Il se révèle en 1986 en terminant 2e du Critérium du Dauphiné libéré et 6e du Tour de France. En 1987, il est 3e du Critérium du Dauphiné libéré mais est forfait pour le Tour de France en raison d'un accident domestique qui lui blesse la cheville. En 1988, il se classe 2e de Paris-Nice derrière Sean Kelly et 7e du Tour de France. 
En 1990, coéquipier de Greg LeMond au sein de l'Équipe cycliste Z, il s'échappe lors de la première étape du Tour de France en compagnie de Frans Maassen, de Steve Bauer et de Claudio Chiappucci. Les quatre hommes prennent dix minutes d'avance aux favoris. Ronan Pensec porte le maillot jaune deux jours dans les Alpes, le revêtant le jour de ses 27 ans.

## Biographie
En 1993, il crée la course cyclosportive : La Ronan Pensec afin de récolter des dons pour la recherche contre le SIDA. Le départ a lieu à Douarnenez et pour sa première édition, la course effectue un parcours de 197 km à travers le Cap Sizun et le Porzay. 
Depuis 2008, cette cyclosportive n'est plus organisée.
Depuis que Ronan Pensec a mis un terme à sa carrière, il est consultant technique pour France Télévisions,. Il travaille dans le car régie aux côtés du réalisateur Jean-Maurice Ooghe puis Anthony Forestier. Et sur la dizaine d'écrans devant lui, il indique les séquences qui lui semblent décisives à mettre à l'antenne pour mieux suivre le déroulement de la course. Le 3 septembre 2023 dernier jour comme consultant à la réalisation. 
Il fut président de l'équipe Bretagne Armor Lux.

## Palmarès

### Palmarès amateur
- 1982
  - 3e de la Route bretonne
- 1984
  - Paris-Connerré
  - Paris-Vailly
  - 2e du championnat de France du contre-la-montre par équipes
  - 2e de la Route de France

### Palmarès professionnel
| - 1985 - 2e étape du Circuit de la Sarthe - Étoile des Espoirs : - Classement général - 2eb étape (contre-la-montre par équipes) - Champion de Bretagne de cyclo-cross - 2e du Circuit de la Sarthe - 3e du Tour d'Armorique - 1986 - Super Promotion Pernod - 2e du Critérium du Dauphiné libéré - 2e du Tour du Limousin - 3e du championnat de France de cyclo-cross - 6e du Tour de France - 1987 - Classement général de l'Étoile de Bessèges - 2e du Tour du Haut-Var - 3e du Tour de Romandie - 3e du Critérium du Dauphiné libéré - 7e de Paris-Nice - 1988 - Grand Prix de Rennes - Classement général de la Route du Sud - 2e de Paris-Nice - 6e du championnat du monde sur route - 7e du Tour de France - 1989 - 3e du La Marseillaise - 4e de Milan-San Remo - 6e de la Flèche wallonne | - 1990 - 2e étape du Tour méditerranéen - Circuit de l'Aulne - 1991 - 2e du Tour des vallées minières - 1992 - Grand Prix de Plouay - 2e du Tour méditerranéen - 3e de l'Étoile de Bessèges - 7e du Critérium du Dauphiné libéré - 1993 - 7e du Grand Prix du Midi libre - 1994 - 6e étape du Critérium du Dauphiné libéré - Coupe de France de cyclisme - 2e du Critérium du Dauphiné libéré - 3e du Tour du Haut-Var - 3e du Grand Prix de la ville de Rennes - 3e de la Classique des Alpes - 3e d'À travers le Morbihan - 4e de Paris-Nice - 1997 - 3e du Circuit de l'Aulne |  |

## Résultats sur les grands tours

### Tour de France
8 participations
- 1986 : 6e
- 1988 : 7e
- 1989 : 58e
- 1990 : 20e,  maillot jaune pendant 2 jours
- 1991 : 41e
- 1992 : 52e
- 1993 : 47e
- 1994 : 66e

### Tour d'Italie
1 participation
- 1991 : 32e

### Tour d'Espagne
1 participation
- 1985 : 44e